# Маталин, Андрей Александрович
Маталин Андрей Александрович (12 марта 1914, Нижний Новгород — 5 февраля 1985, Ленинград) — советский учёный, доктор технических наук, профессор.

## Биография
Родился 12 марта 1914 года в Нижнем Новгороде в семье преподавателей Екатерины Васильевны (1885—1968) и Александра Филипповича (1883—?) Маталиных. Отец, по образованию физик, был доцентом Политехнического института в Нижнем Новгороде.
В 1931 году поступил на механический факультет Индустриального института. Вскоре женился на студентке Елене Сметаниной, которая родила ему дочь Ирину. В 1937 году с отличием окончил институт, получив квалификацию «инженер механик-технолог механосборочного производства» и был направлен по распределению в Московскую область в город Красногорск на оптико-механический завод имени Ленина.
В 1939 году становится аспирантом профессора А. Б. Яхина (основоположник дисциплины «Технология приборостроения»), вступает в ВКП(б). Задачей его аспирантской работы стало изучение размерной точности деталей, обрабатываемых на настроенных станках. В 1941 году направлен в Германию (он свободно владел немецким языком), где с апреля по июнь работал инженером-приёмщиком торгпредства СССР. Эта работа помешала ему закончить начатую аспирантскую работу.
В 1944 году становится парторгом ЦК ВКП(б) в Ленинградском институте точной механики и оптики, который в то время был эвакуирован в город Черепаново Новосибирской области. В 1945 году вместе с ЛИТМО возвращается в Ленинград и у него рождается вторая дочь — Татьяна. Продолжает работу над своей диссертацией на тему «Вопросы базирования деталей при автоматическом получении размеров на станках», которую защищает в 1946 году и уже через год поступает на работу в ЛИТМО доцентом, а затем становится заведующим кафедрой «Технология приборостроения». Получил известность как крупный учёный в области качества поверхности, долговечности и износостойкости деталей машин. В 1952 году рекомендован на должность заведующего кафедрой «Технология машиностроения» Ленинградского инженерно-экономического института имени Молотова. В 1954 году становится ректором этого института. Через два года вышла в свет книга «Качество поверхности и эксплуатационные свойства деталей машин», в 1958 году защитил докторскую диссертацию по теме «Качество и износоустойчивость стальных шлифовальных поверхностей», основой которой и стала эта книга. В 1959 году едет в командировку в ГДР для чтения лекций и организации издания вышеупомянутой книги на немецком языке (вышла в этом же году), затем командировка в Чехословакию (Пражский политехникум), затем в 1960 и 1961 годах — снова в ГДР.
В 1963 году уехал в Одесский политехнический институт, где по предложению ректора С. М. Ямпольского занял должность заведующего кафедрой технологии машиностроения, получил небольшое недостроенное двухэтажное здание, с помощью сотрудников кафедры и студентов достроил его и разместил в нём исследовательскую технологическую лабораторию, в которой были установлены металлообрабатывающие станки. Помимо этого были созданы учебные измерительная лаборатория и лаборатория автоматизации, оснащённые новейшими приборами. На кафедре начилась серьёзная научно-исследовательская работа, в результате которой Маталин выдвинул «гипотезу о технологической наследственности» и изучал напряжённое состояние поверхностных слоёв деталей после различных технологических операций. Всё это потребовало создать на кафедре лабораторию физических исследований: была развёрнута лаборатория рентгено-структурного и электронно-микроскопического анализа, продолжились инструментальные метрологические исследования.
В 1966 году под его руководством была проведена Всесоюзная конференция по новым прогрессивным направлениям технологии машиностроения с участием более 20 докторов и около 300 кандидатов наук. С этого времени была открыта аспирантура, начались защиты диссертаций. В 1968 году А. А. Маталин удостаивается почётного звания «заслуженный деятель науки и техники УССР», в 1972 году возвращается в Ленинград, где становится заведующим кафедрой «Технология машиностроения» завода-втуза при Ленинградском металлическом заводе имени XXII съезда КПСС, а в феврале 1973 года становится ректором. Проработал в этой должности до 1978 года, после чего ушёл по собственному желанию на родную кафедру, которую возглавлял до конца жизни.
Скончался 5 февраля 1985 года от последствий аппендицита, не дожив чуть более месяца до 71-го дня рождения. Похоронен на Кладбище 9-го января. В этом же году вышел его главный научный труд — учебник «Технология машиностроения», переживший несколько переизданий и поныне являющийся одним из лучших.
Автор более 200 научных трудов, учебников и монографий, имеет следующие награды: Медаль «За трудовую доблесть», Медаль «За доблестный труд в Великой Отечественной войне 1941—1945 гг.», орден Трудового Красного Знамени. Заслуженный деятель науки и техники УССР, заслуженный деятель науки и техники РСФСР.

## Личная жизнь
- Первая жена — Елена Сметанина. Дети — Ирина (1930-е) и Татьяна (1945).
- Вторая жена — Валентина Спиридоновна Рысцова. Сведений о детях от неё нет.